# Castel Vitturi
Castel Vitturi (in croato Kaštel Lukšić) è una frazione della città croata di Castelli.
Il centro abitato si sviluppò intorno a un palazzo fortificato fatto erigere dalla famiglia tragurina dei Vitturi.
Fu un comune della Provincia di Spalato, suddivisione amministrativa del Governatorato della Dalmazia, dipendente dal Regno d'Italia dal 1941 al 1943.